# Milwaukee Clipper
Milwaukee Clipper (Милуоки клипер, первоначально — Juanita, Хуанита) — пароход — пассажирский лайнер и автомобильный паром, работавший на Великих озёрах. В настоящее время — музейное судно в Маскигоне (штат Мичиган). Судно включено в Национальный реестр исторических мест США и имеет статус Национального исторического памятника США.

## История
Судно, первоначально называвшееся Juanita, было построено в 1905 году в Кливленде компанией American Shipbuilding Company для пароходства Anchor Line, собственником которого была железнодорожная компания Pennsylvania Railroad. Juanita работала на линии Баффало — Дулут. В 1916 году пароходство Anchor Line было ликвидировано в связи с тем, что межштатная комиссия по коммерции (Interstate Commerce Commission) запретила эксплуатацию пароходов железнодорожными компаниями. Новым владельцем и оператором судна стала The Great Lakes Transit Corporation (Транспортная корпорация Великих озёр). Новый владелец продолжал эксплуатировать судно на той же линии, за исключением сезонов 1933 и 1934 годов, когда Juanita совершала рейсы в Чикаго в связи с проводившейся там Всемирной выставкой.
В 1937 году судно было выведено из эксплуатации в связи с тем, что её деревянные надстройки были признаны пожароопасными и не соответствующими новым правилам безопасности.
Через несколько лет судно купило пароходство Wisconsin and Michigan Steamship Company. По заказу нового владельца была проведена капитальная модернизация судна. Судно было оборудовано для перевозки девятисот пассажиров и ста автомобилей. Для комфорта пассажиров на борту были оборудованы залы для танцев и занятий спортом, кинозал, детская игровая комната. Каюты были оборудованы системой кондиционирования воздуха. Работы по модернизации проводились в 1940—1941 годах на заводе Manitowoc Shipbuilding Company. 2 июня 1941 года модернизированное судно прибыло в Милуоки, где в тот же день состоялась церемония его переименования в Milwaukee Clipper. После этого оно стало использоваться на линии Милуоки — Маскигон.
В 1970 году судно было выведено из эксплуатации. В 1977 его приобрёл предприниматель из Чикаго, который планировал использовать судно как плавучий ресторан и конгресс-центр. Однако этот бизнес-проект не увенчался успехом. В течение следующих двадцати лет Milwaukee Clipper сменил нескольких владельцев и мест стоянки. Наконец, его выкупила организация Great Lakes Clipper Preservation (позднее переименованная в S.S. Milwaukee Clipper) из Маскигона. Целью организации была реставрация и превращение судна с музей. 2 декабря 1997 года Milwaukee Clipper прибыл в Маскигон.